# Mareugheol
Mareugheol település Franciaországban, Puy-de-Dôme megyében. Lakosainak száma 226 fő (2022. január 1.). Mareugheol Antoingt, Chalus, Gignat, Saint-Hérent, Ternant-les-Eaux, Villeneuve és Vodable községekkel határos.

## Népesség
A település népességének változása:
| Lakosok száma | 182  | 190  | 197  | 198  | 203  | 209  | 215  | 222  | 226  |
|               | 2013 | 2015 | 2016 | 2017 | 2018 | 2019 | 2020 | 2021 | 2022 |